# Andreas Norlén
Andreas Norlén, né le 6 mai 1973 à Bromma, est un homme politique suédois.

## Biographie
Membre du parti conservateur des Modérés, il est élu au Riksdag en octobre 2006. Le 24 septembre 2018, il devient président du Parlement grâce aux voix des députés des Démocrates de Suède, le parti d'extrême-droite. Le lendemain, il organise un vote de défiance contre le premier ministre, Stefan Löfven, qui conduit à son renversement par 204 voix sur 349.